# 三笠市
三笠市（みかさし）は、北海道中部（道央地方）に位置し、空知総合振興局に属する市。
炭鉱で栄えていたが、相次ぐ閉山で人口が激減。過疎が進む町となり、2012年10月には人口が1万人を割り込んだ。
名産品や名物としては、三笠メロン・三笠スイカ・三笠たまねぎや三笠あすか梅の杜（旧三笠梅林邦梅園）の梅、炭鉱史跡群、アンモナイト化石等がある。市全域で三笠ジオパークをなす。

## 地名の由来
現在の市中心部は「市来知（いちきしり）」と呼ばれた土地で、これはアイヌ語の「イチキルシ（i-cikir-usi）」（それ〔=熊〕の・足跡が・多くある・ところ）と呼ばれていたものが訛って音韻転して名づけられたものであった。
1906年（明治39年）市来知・幌内・幾春別の3村が合併して新設される村の名を命名するにあたり、市来知地区に所在した市来知神社の裏山の山容が奈良の三笠山に似ていることと、3村が合併したということを表して「三笠山村」と命名したことに由来し、その後町政施行にあたって三笠町となって現在に至っている。

## 地理

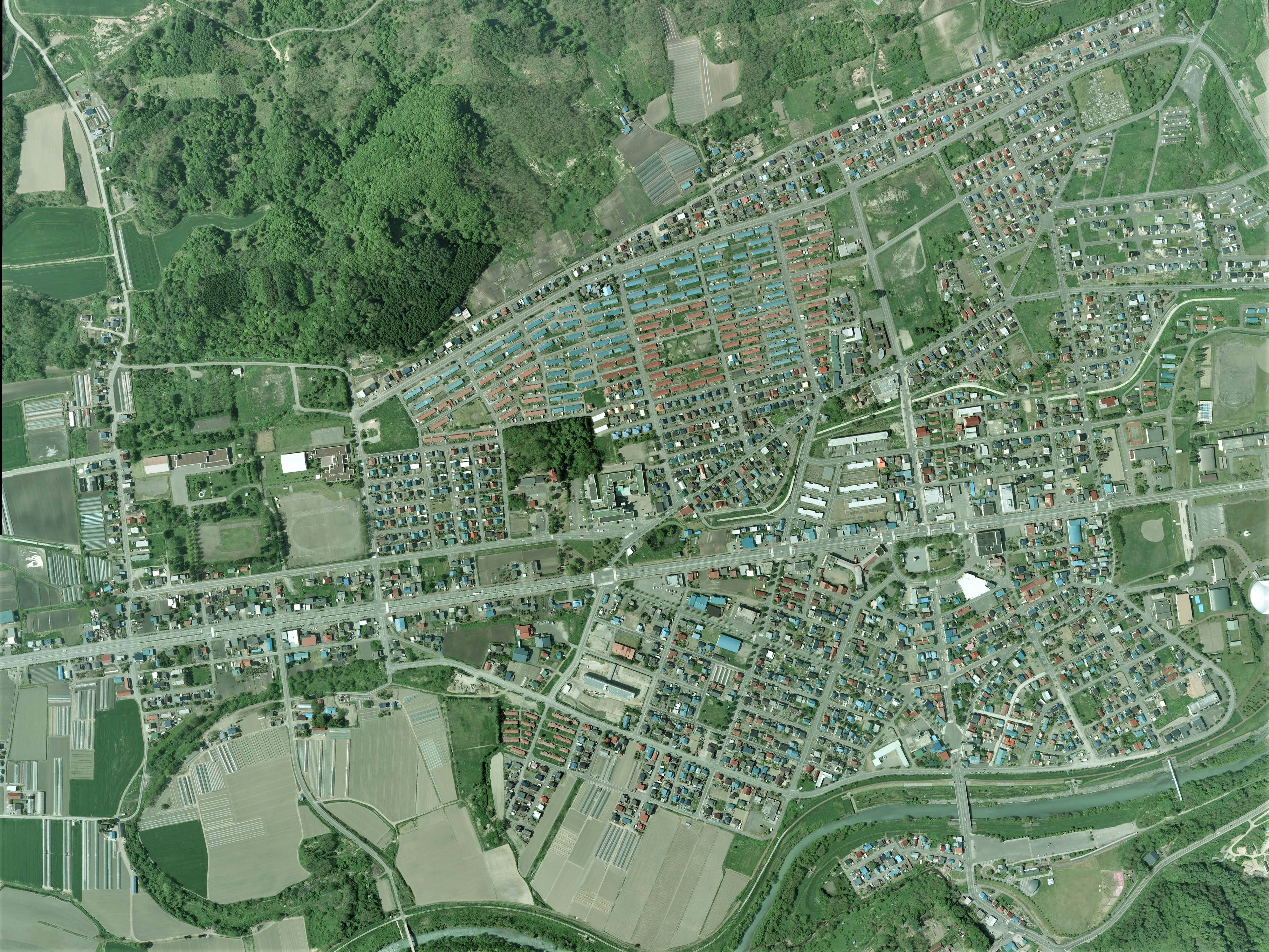
三笠市中心部周辺の空中写真。2007年6月3日撮影の3枚を合成作成。
。

空知地方南部に位置する。西以外の三方を山に囲まれた地形。市東部には桂沢湖がある。
エゾミカサリュウやアンモナイトなど、多くの化石を産出する。

### 地形

#### 山地
- 幾春別岳（1,068m）
- 幌尻岳（836m）
- 達布山
- 三笠山（観音山）ほか

#### 河川
主な川
- 幾春別川
- 奔別川
- 幌内川
- 市来知川
- ヌッパ川
- 川内川 ほか

#### 湖沼
主な湖
- 桂沢湖

水源地
- ヌッパ水源地
- 岩見沢市一の沢水源地 ほか

### 地域
市外局番が市部としては珍しく、名寄市（01654）と同じく5桁（01267） である。

#### 住宅団地
- 道営住宅美園高台

### 人口
| |                                        |  |
| 三笠市と全国の年齢別人口分布（2005年） | 三笠市の年齢・男女別人口分布（2005年） |  |
| ■紫色 ― 三笠市 ■緑色 ― 日本全国 | ■青色 ― 男性 ■赤色 ― 女性              |  |
| 三笠市（に相当する地域）の人口の推移 \| 1970年（昭和45年） \| 40,553人 \| \| \| 1975年（昭和50年） \| 25,749人 \| \| \| 1980年（昭和55年） \| 23,319人 \| \| \| 1985年（昭和60年） \| 21,511人 \| \| \| 1990年（平成2年） \| 17,049人 \| \| \| 1995年（平成7年） \| 15,116人 \| \| \| 2000年（平成12年） \| 13,561人 \| \| \| 2005年（平成17年） \| 11,927人 \| \| \| 2010年（平成22年） \| 10,225人 \| \| \| 2015年（平成27年） \| 9,076人 \| \| \| 2020年（令和2年） \| 8,040人 \| \| |                                        |  |
| 総務省統計局 国勢調査より |                                        |  |
| 1970年（昭和45年） | 40,553人                               |  |
| 1975年（昭和50年） | 25,749人                               |  |
| 1980年（昭和55年） | 23,319人                               |  |
| 1985年（昭和60年） | 21,511人                               |  |
| 1990年（平成2年） | 17,049人                               |  |
| 1995年（平成7年） | 15,116人                               |  |
| 2000年（平成12年） | 13,561人                               |  |
| 2005年（平成17年） | 11,927人                               |  |
| 2010年（平成22年） | 10,225人                               |  |
| 2015年（平成27年） | 9,076人                                |  |
| 2020年（令和2年） | 8,040人                                |  |

#### 消滅集落
2015年国勢調査によれば、以下の集落は調査時点で人口0人の消滅集落となっている。
- 三笠市 - 奔別中の沢町,奔別本沢町,奔別沢,奔別旭町,奔別川端町,奔別川沿町,奔別町,幌内月光町,幌内末広町,幌内奔幌内町,幌内本沢町,幌内中央町

## 歴史

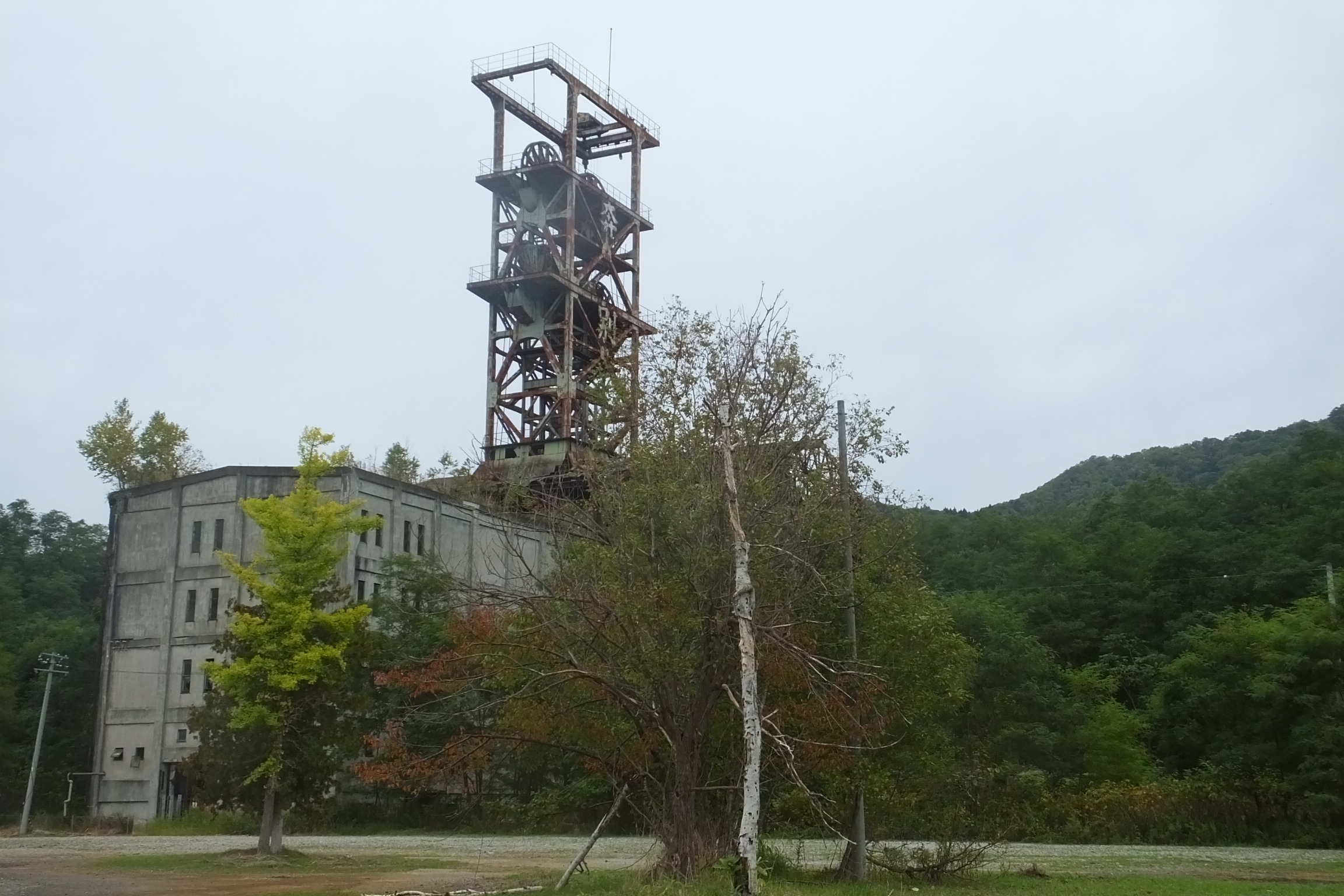
かつて東洋一の立坑と謳われた住友奔別炭鉱跡（1971年の閉山）。さらに北炭幌内炭鉱が1989年閉山で人口が激減。過疎が進む町となる。

北海道では初めて、本格的坑内堀炭鉱の開業（石狩炭田発祥の地）、最初の鉄道全通（手宮 - 幌内間 1882年）、電話開通（手宮 - 幌内間 1883年）、上水道の設置（ヌッパ水源地から空知集治監まで）が行なわれた地域である。また、『北海盆唄』発祥の地である。なお、北海道の炭砿としては茅沼炭砿が早い。鉄道の開業は全国で3番目だった。

### 沿革
- 白亜紀の地層が分布し、化石が発掘されている。三笠市立博物館の展示物では、エゾミカサリュウ、アンモナイト、イノセラムスなどが三笠市から産出している。
- 桂沢付近は、良質なエゾマツやトドマツが多く生えることで知られ、江戸時代から木材が切り出されていた。
- 1868年（慶応3年）:幌内で石炭が発見される。
- 1879年（明治12年）: 幌内炭鉱が開かれる。
- 1882年11月13日: 官営幌内鉄道全通。北海道で最初の蒸気機関を用いた鉄道である。幌内駅と幌内太駅が開駅。
- 1887年（明治20年）: 三笠神社（萱野神社）の創建。
- 1888年12月10日: 官営幌内鉄道延伸。郁春別駅開駅。
- 1889年5月28日: 郁春別駅が幾春別駅に改称。
- 1889年12月11日: 官営幌内鉄道が北海道炭礦鉄道に譲渡。
- 1906年4月1日: 空知郡幌内村、幾春別村（いくしゅんべつ）、市来知村（いちきしり）の一部が合併、二級町村制、空知郡三笠山村（みかさやまむら）となる（三村合併）。
- 1906年10月1日: 北海道炭礦鉄道が国有化された（日本国有鉄道）。
- 1909年（大正2年）10月12日: 日本国有鉄道の国有鉄道線路名称が設定され、岩見沢 - 幌内間および幌内太 - 幾春別間が幌内線となる。
- 1913年9月11日: 萱野駅開駅。
- 1923年4月1日:一級町村制。
- 1929年（昭和4年）12月15日: 唐松駅開駅。
- 1938年 森林鉄道14.6km竣工。
- 1941年4月15日: 弥生炭鉱でガス爆発事故が発生。死者39人[5]。
- 1942年9月1日: 町制施行及び改称、空知郡三笠町。
- 1944年4月1日: 幌内太駅が三笠駅に改称。
- 1947年5月16日: 幾春別及び奔別大火。死者2人、負傷者2人、焼失家屋977戸[6]。
- 1948年1月25日: 弥生仮乗降場（後の弥生駅）設置。
- 1950年1月20日: 住吉仮乗降場（後の幌内住吉駅）設置。
- 1951年8月19日: 北海道森林管理局岩見沢営林署の森林鉄道が脱線転覆。死者7人、重軽傷者14人[7]。
- 1955年: 森林鉄道廃止。この年、人口が57,519人となる。
- 1957年4月1日: 市制施行、三笠市。桂沢ダム完成
- 1957年3月8日: 市章を制定する[8]。
- 1957年8月4日: 新幌内炭鉱南坑で落盤事故。死者6人、重傷者2人[9]。
- 1961年11月: 北海道中央バス三笠ターミナル開設。
- 1971年: 住友奔別炭砿閉山。
- 1972年11月1日: 国鉄幌内線三笠 - 幌内間旅客営業廃止に伴い、幌内住吉駅廃駅。
- 1976年: エゾミカサリュウの化石が発見される。
- 1979年: 三笠市立博物館開館。
- 1985年12月1日: 北海道中央バスが「高速みかさ号」（札幌 - 三笠）の運行を開始。
- 1987年4月1日: 日本国有鉄道が民営化され、幌内線岩見沢 - 幾春別間が北海道旅客鉄道に、同三笠 - 幌内間が日本貨物鉄道に承継。
- 1987年7月13日: JR幌内線廃止。萱野駅、三笠駅、唐松駅、弥生駅、幾春別駅、幌内駅廃駅。
- 1987年9月 三笠鉄道村開村。
- 1987年9月18日: 道央自動車道開通三笠IC設置。
- 1989年（平成元年）: 北炭幌内炭鉱閉山。
- 1993年1月: 裸の大将第58話「清が湖で釣った夢」[10]（KTV関西テレビ放送制作）が全国放送。
- 1993年4月22日: 北海道登録第1号として道の駅三笠オープン[11] [12]。
- 2003年6月: 三笠市民生活協同組合自己破産。
- 2005年: 市営住宅でのペット飼育禁止を再確認（3年間の猶予）。
- 2005年4月26日: イオン三笠ショッピングセンター開店。
- 2005年12月1日: 三笠市営バス運行開始。
- 2006年12月1日: 北海道中央バス三笠ターミナル閉鎖。
- 2008年3月31日: 市営住宅でのペット飼育禁止猶予期限到達。一部市民から三笠市に対し、飼育中のペットの寿命が全うするまで飼育を許可するよう求め嘆願書提出。
- 2008年6月26日: 三笠天然温泉太古の湯オープン。
- 2010年1月24日: 桂沢観光ホテル（桂沢温泉）閉館。
- 2013年9月24日: 日本ジオパーク委員会により三笠市全域が三笠ジオパークに認定[13]。
- 2014年4月1日: イオンアグリ創造株式会社が北海道三笠農場（イオン農場）を設置。
- 2014年8月31日: 京セラクリスタルデバイス北海道株式会社が撤退。
- 2017年3月31日: 巴ハイヤー株式会社（本社・三笠営業所 三笠市若松町11番地）が廃業。
- 2017年4月1日: 北海道警察札幌方面本部三笠警察署が廃止統合し、同本部岩見沢警察署三笠警察庁舎となる[14]。
- 2017年7月3日: 新桂沢ダム堤体コンクリート初打設[15]。
- 2018年7月22日: 公立としては道内唯一の食物調理科単科校である北海道三笠高等学校の研修施設「三笠高校生レストラン」オープン[16]。
- 2020年春: 三笠市文化芸術振興促進施設「ciel」オープン[17]。
- 2020年10月12日: コープさっぽろ宅配トドック南空知センター・トドックステーション南空知がオープン[18]。
- 2024年7月：三笠のキングと、あと数人[19]（2025年4月放送開始）（HBC北海道放送制作）の北海道ロケ開始。

### 町名の変遷
- 1944年 3大字を11字に再編。
  - 幌内村 → 萱野、大里、三笠、幌内、唐松、弥生
  - 幾春別村 → 清住、弥生、幾春別、奔別、桂沢
  - 市来知村 → 岡山、三笠、清住
- 1960年～1961年 11字を以下の町名に再編。
  - 岡山、萱野、大里、多賀町、堤町、若松町、榊町、高美町、柏町、若草町、幸町、有明町、本町、美和、本郷町、宮本町、いちきしり、川内、達布、幌内初音町、幌内住吉町、幌内新栄町、幌内北星町、幌内金谷町、幌内春日町、幌内月光町、幌内中央町、幌内町1～3丁目、幌内末広町、幌内奔幌内町、幌内本沢町、唐松緑町、唐松青山町、唐松栄町1～3丁目、唐松千代田町1～3丁目、唐松常盤町、唐松町1～2丁目、唐松春光町、美園町、清住町、東清住町、弥生藤枝町、弥生柳町、弥生双葉町、弥生町1～3丁目、弥生橘町、弥生桃山町、弥生花園町、弥生並木町、弥生桜木町、幾春別栗丘町、幾春別山手町、幾春別川向町、幾春別滝見町、幾春別千住町、幾春別町1～4丁目、幾春別錦町1～2丁目、幾春別中島町、奔別町、奔別新町、奔別旭町、奔別川端町、奔別川沿町、奔別鳥居沢町、奔別中の沢町、奔別本沢町、奔別沢、西桂沢、桂沢

## 政治

### 行政
- 市長：西城賢策（2015年5月1日就任、3期目）

#### 歴代市長
特記なき場合『日本の歴代市長 : 市制施行百年の歩み』などによる。
| 代 | 氏名     | 就任                     | 退任                      | 備考       |
| -- | -------- | ------------------------ | ------------------------- | ---------- |
| 1  | 魚戸浩   | 1957年（昭和32年）4月1日 | 1963年（昭和38年）4月30日 | 旧三笠町長 |
| 2  | 杉淵徳治 | 1963年（昭和38年）5月1日 | 1983年（昭和58年）4月30日 |            |
| 3  | 能登和夫 | 1983年（昭和58年）5月1日 | 1991年（平成3年）4月30日  |            |
| 4  | 青木銀一 | 1991年（平成3年）5月1日  | 2003年（平成15年）4月30日 |            |
| 5  | 小林和男 | 2003年（平成15年）5月1日 | 2015年（平成27年）4月30日 |            |
| 6  | 西城賢策 | 2015年（平成27年）5月1日 | 現職                      |            |

### 議会

#### 市議会
三笠市議会
定数:10

### 財政

#### 財政状況
平成22年度決算による財政状況
- 住基人口 10,355人
- 標準財政規模 51億4,562万7,000円
- 財政力指数 0.20 （類似団体平均0.43） - 非常に悪い。
- 経常収支比率 90.1% （類似団体平均86.8%） - 類似団体平均を上回り、財政状況が硬直しつつある。
- 実質収支比率 2.3%（類似団体平均5.0%）
- 実質単年度収支 2,471万8,000円 - 標準財政規模の0.5%の黒字額。
- 地方債現在高 79億3,618万4,000円（人口1人当たり76万6,411円）
- 普通会計歳入合計 97億2,307万6,000円
  - 地方税 10億1,298万6,000円（構成比 10.4%）
  - 地方交付税 47億5,849万2,000円（構成比 48.9%） - 歳入の50%近くを交付税に依存。
  - 地方債 8億5,447万8,000円（構成比 8.8%）
- 普通会計歳出合計 94億6,046万3,000円
  - 人件費 12億7,013万7,000円（構成比 13.4%）
    - うち職員給 8億717万7,000円（構成比 8.5%）

  - 扶助費 14億6,430万8,000円（構成比 15.5%）
  - 公債費 11億1,929万円（構成比 11.8%）

基金の状況
- 1財政調整基金 0円
- 2減債基金 5,248万8,000円
- 3その他特定目的基金 5億1,974万8,000円
合計 5億7,223万6,000円（人口1人当たり5万5,262円）

定員管理の適正度（平成22年度）
- 人口1,000人当たり職員数 14.78人（類似団体平均9.53人） - 人口に比べて職員数が過剰である：類似団体平均の1.6倍
- 一般職員118人 （うち技能系労務職3人）、教育公務員3人、消防職員32人、臨時職員0人 一般職員等合計 153人
- ラスパイレス指数 94.8 （道内市町村平均96.6） - 平均よりやや低い（北海道で47番目に低い。）
- 参考
  - 一般職員等（153人）一人当たり給料月額 31万3,000円 （職員手当を含まない）
  - 職員給（給料＋手当）÷一般職員等（153人）＝527万6,000円 - 給料月額の16.9か月分

#### 健全化判断比率・資金不足比率
平成23年度決算、確報値。
健全化判断比率
- 実質赤字比率 －%（黒字のため比率が算定されず）
- 連結実質赤字比率 －%（黒字のため比率が算定されず）
- 実質公債費比率 15.3%
- 将来負担比率 148.5%

資金不足比率
- （全公営企業会計で資金不足額がなく、比率が算定されず）

## 施設

### 警察
北海道警察 札幌方面本部（以下の交番・駐在所は三笠警察庁舎が所管）
- 三笠警察庁舎（旧署所在地交番）
- 岡山駐在所
- 幌内駐在所
- 唐松駐在所
- 弥生駐在所
- 幾春別駐在所

### 消防
本部
- 三笠市消防本部

消防署
- 三笠市消防署

### 郵便局
主な郵便局
- 三笠郵便局（集配局）
- 三笠岡山郵便局
- 三笠幌内郵便局
- 唐松郵便局
- 三笠弥生郵便局
- 幾春別郵便局

### 医療機関
- 市立三笠総合病院

## 対外関係

### 姉妹都市･提携都市

#### 海外
提携都市
- 自貢市（中華人民共和国 四川省）
1990年（平成2年）三笠市立博物館で行われた「中国恐竜と三笠アンモナイト展」開催時に協力・提携.

## 経済

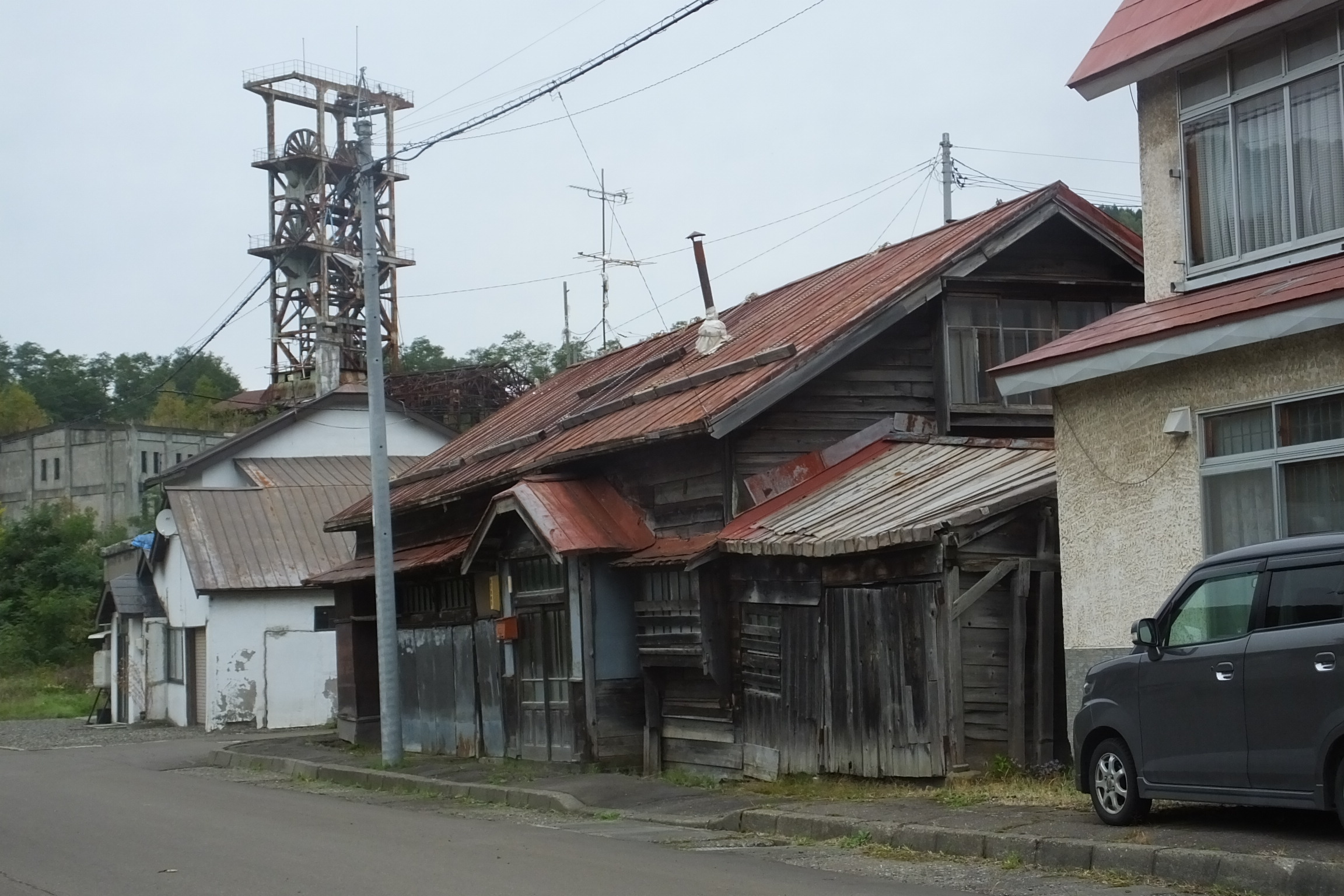
かつて賑わった炭坑の町並み（住友奔別炭鉱）。

かつては炭鉱都市として栄え、最盛期には6万人を超える人口を抱えていた。しかし、北海道で最古の坑内堀炭鉱の一つである北炭幌内炭鉱が1989年（平成元年）に閉山したことで、経済が著しく衰退した。
炭鉱の相次ぐ閉山により人口が激減した結果、2012年10月には、遂に1万人の大台を割り込んだ。全国の市で人口が1万人を下回るのは、歌志内市（約4,000人）に次いで2例目である。なお、以前2位だった福岡県山田市が周辺の町と合併し嘉麻市となったため三笠市が2位に繰り上がったが、2016年現在は、歌志内市、夕張市に次いで全国で3番目に人口の少ない市である。
現在は工業、農業が基幹産業。三笠工業団地、三笠第2工業団地が置かれる。

### 第一次産業
- 三笠メロン
- 三笠スイカ
- 三笠たまねぎ
- 三笠カンロ
- 黒さんご（三笠きゅうり：三笠市でのみ栽培しているが、いわみざわ産として出荷している）
- 恐竜漬け（三笠メロンの漬け物）
- 三笠漬け（黒さんごの漬け物）
- 北邦の梅（三笠あすか梅の杜（旧三笠梅林邦梅園）の梅を使った梅干し）
- 山崎ワイン（山崎ワイナリーによる自前生産・自前加工のワイン）
- 三笠梅ワイン（三笠あすか梅の杜（旧三笠梅林邦梅園）の梅を使ったワイン）

#### 農林業
- 北海道きのこ農業協同組合（本所・三笠工場）
- 峰延農業協同組合（JAみねのぶ 倉庫ほか）
- いわみざわ農業協同組合（JAいわみざわ 三笠支所・Aコープ・衣料店舗・選果場・倉庫ほか）
- ホクレン肥料株式会社空知工場
- ホクレン三笠食品工場
- 堀川林業株式会社
- 空知森林管理署幾春別合同森林事務所

### 第二次産業
- 北海道民芸家具（市内家具工場飛騨産業（旧クラレインテリア）のブランド）

ほか

### 第三次産業

#### 物流
- 福山通運／北海道福山通運三笠営業所

　このほか、ヤマト運輸北海道地域統括千歳主管支店三笠センター（岩見沢４条通センターと所在地が同じ）、佐川急便岩見沢営業所、日本通運岩見沢支店（いずれも岩見沢市）が管轄

### 金融機関
- 信用金庫
  - 空知信用金庫：三笠支店・三笠支店イオンスーパーセンター三笠店出張所（ATMのみ）
- 信用組合
  - 空知商工信用組合：岩見沢支店三笠出張所（ATMのみ）・岩見沢支店イオンスーパーセンター三笠店出張所（ATMのみ）
- 地方銀行
  - 北海道銀行：岩見沢支店イオン三笠店出張所（ATMのみ）
- 第二地方銀行
  - 北洋銀行：岩見沢支店イオンスーパーセンター三笠店出張所（空知信用金庫が設置の共同ATM－カードのみ）
- 流通系銀行
  - イオン銀行：イオンスーパーセンター三笠店出張所（カードATMのみ）
  - セブン銀行：セブンイレブン三笠いちきしり店（カードATMのみ）・セブンイレブン三笠道の駅店（カードATMのみ）
- 郵便貯金銀行
  - ゆうちょ銀行：各郵便局（三笠郵便局・三笠岡山郵便局・三笠幌内郵便局・唐松郵便局・三笠弥生郵便局・幾春別郵便局）に代理業務委託・札幌支店ファミリーマート三笠幸町店内出張所（カードATMのみ）

## 教育

### 高等学校
市立
- 北海道三笠高等学校（2012年4月、北海道から三笠市に移管）

### 中学校
市立
- 三笠市立三笠中学校
- 三笠市立萱野中学校（小中一貫教育実施校）

### 小学校
市立
- 三笠市立三笠小学校
- 三笠市立岡山小学校（小中一貫教育実施校）

### 幼児教育
認定こども園
- 三笠まつばの杜

### 廃校となった学校
- 高等工業学校
  - 住友奔別高等工業学校
- 高等学校
  - 北海道三笠高美高等学校（三笠大谷高等学校）
- 中学校・小学校
  - 幾春別中学校、弥生中学校、幌内中学校、幾生中学校、桂沢小中学校、三笠山中央小学校、三笠中央中学校
  - 萱野小学校、奔幌内小学校、奔別小学校、東北小学校、住吉小学校、弥生小学校、幌内小学校、清住小学校、幾春別小学校、新幌内小学校、美園小学校

旧三笠市立奔別小学校は、かつて児童数が東洋一になったことがある。
- 幼稚園
  - さくら幼稚園（市立）
  - 三笠藤幼稚園（私立）

## 交通

### 鉄道
かつて幌内線や森林鉄道が通っていたが、幌内線は1987年に、森林鉄道も1955年までにすべて廃止された。最寄り駅は函館本線の岩見沢駅（特急停車駅）および峰延駅。また、JTB時刻表には、三笠市民会館バス停が三笠バス停（中心駅）として記載されている。

### バス

#### 路線バス・乗り合いタクシー
- 北海道中央バス（岩見沢営業所）
- 三笠市乗り合いタクシー帰宅支援便（事前登録制：北海道中央バスでの通勤・通学者以外登録・利用不可／岩見沢北交ハイヤーに運行を委託）[22]
- 三笠市営バス（立石興業に運行を委託）

#### スクールバス
- 三笠市スクールバス[23]（対象エリアに居住する小学生のみ利用可能）

### タクシー
- 三笠圏（岩見沢圏）エリア

タクシー会社
- 三笠北交ハイヤー（岩見沢北交ハイヤー）

### 道路

#### 高速道路
- 道央自動車道 : 三笠インターチェンジ

#### 国道
- 国道12号（岡山地区）
- 国道452号（桂沢地区）

#### 道道
- 北海道道30号三笠栗山線（国道12号道の駅三笠 - 国道234号栗山町市街）
- 北海道道116号岩見沢三笠線（国道12号三笠入口 - 国道452号桂沢湖畔）
- 北海道道917号岩見沢桂沢線（国道12号岩見沢市6条通 - 三笠市弥生藤枝町）
- 北海道道1129号三笠栗沢線（三笠市中央公園 - 岩見沢市栗沢町美流渡本町）※一部未開通
- 北海道道1140号美唄三笠線（美唄市峰延町峰延農協 - 三笠市いちきしり通称大里口）

#### 道の駅
- 三笠（サンファーム三笠 : 道の駅制度開始とともに登録）
制度発足時に日本で最初に登録され、北海道第1号である。なお、日本の「道の駅」第1号は新潟県豊栄市（現新潟市北区）の国道7号新新バイパス・豊栄パーキングエリア（現道の駅豊栄）である。

## 観光

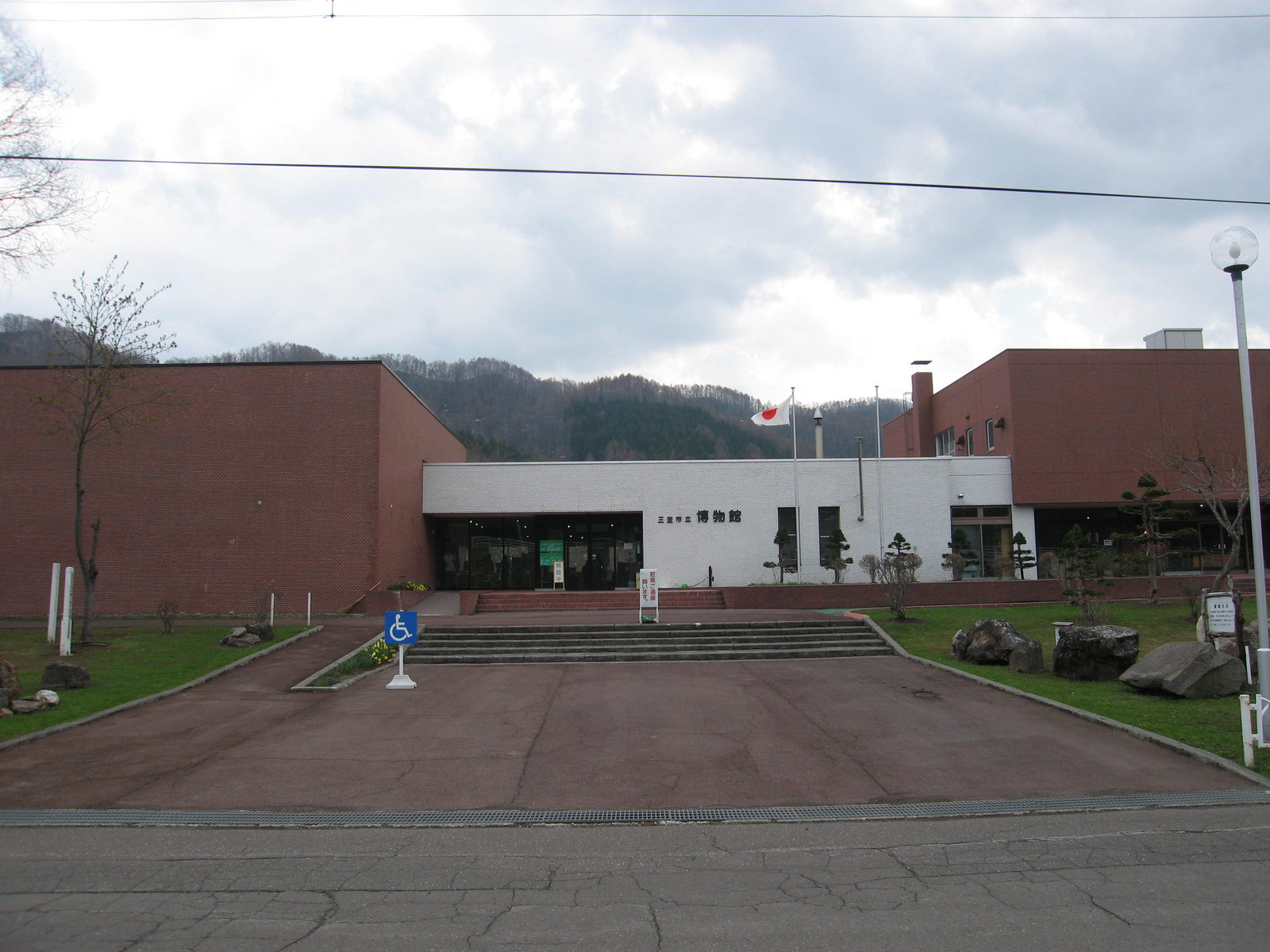
三笠市立博物館外観

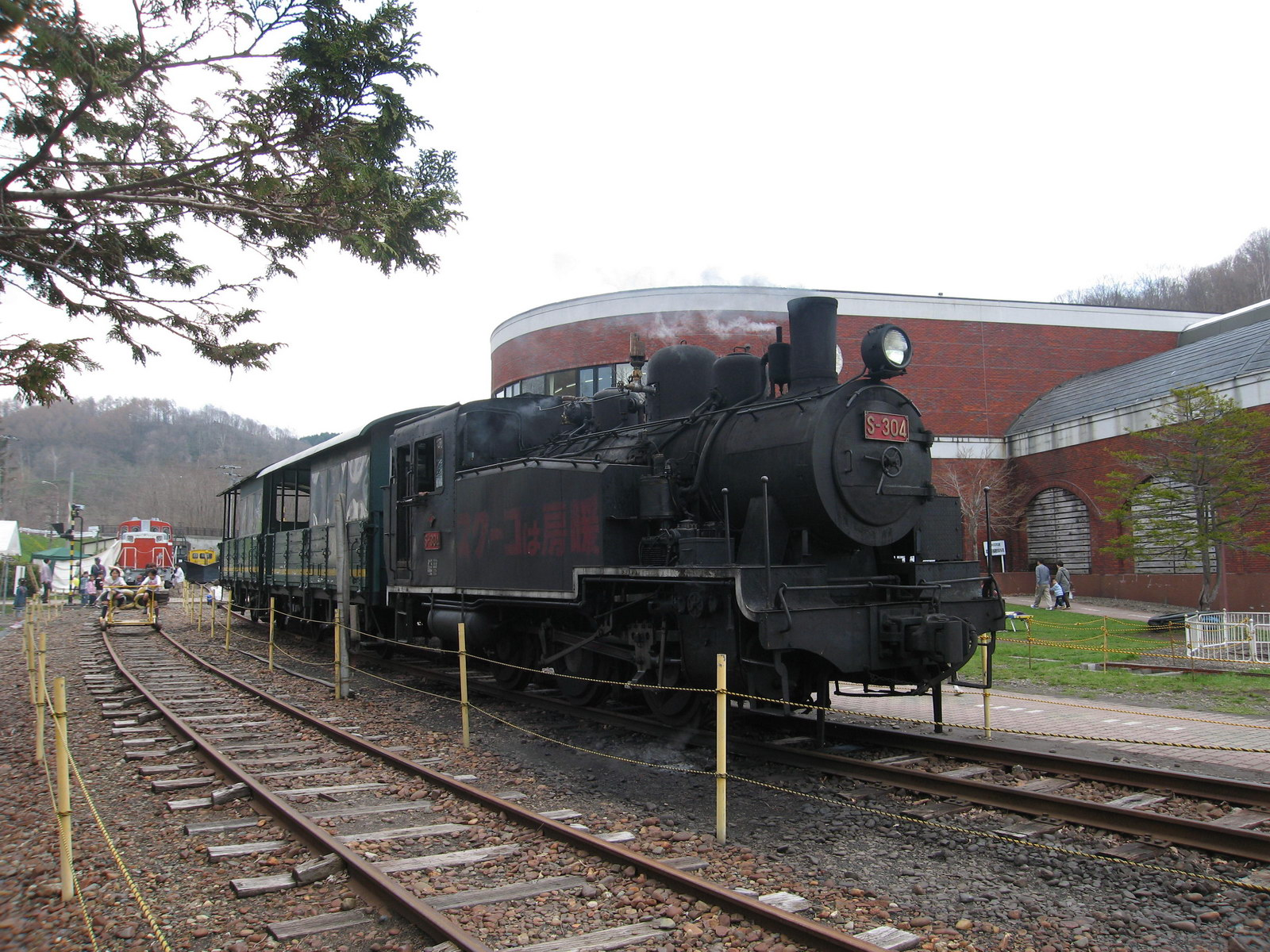
三笠鉄道記念館

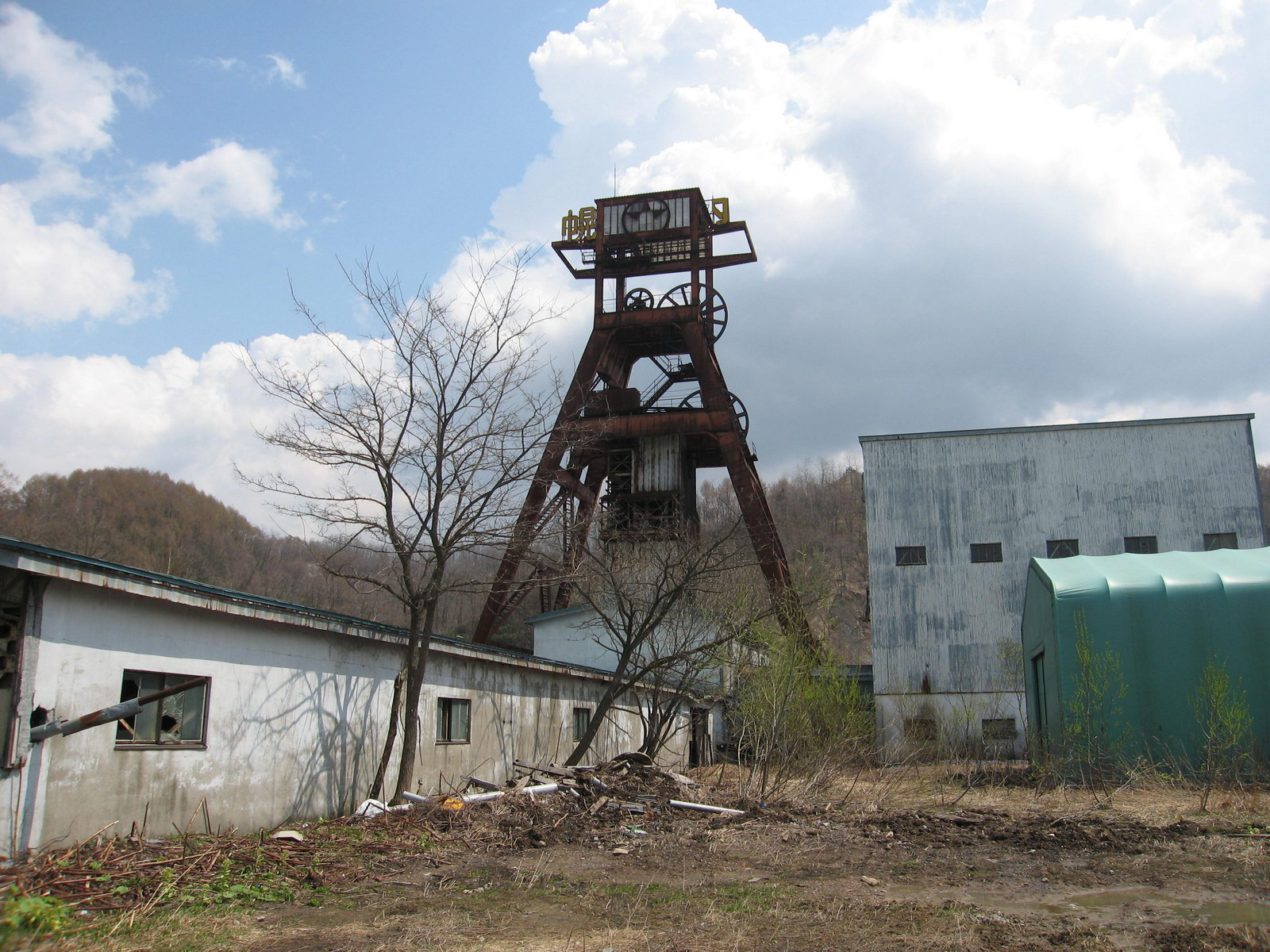
北炭幌内炭鉱幌内立坑櫓

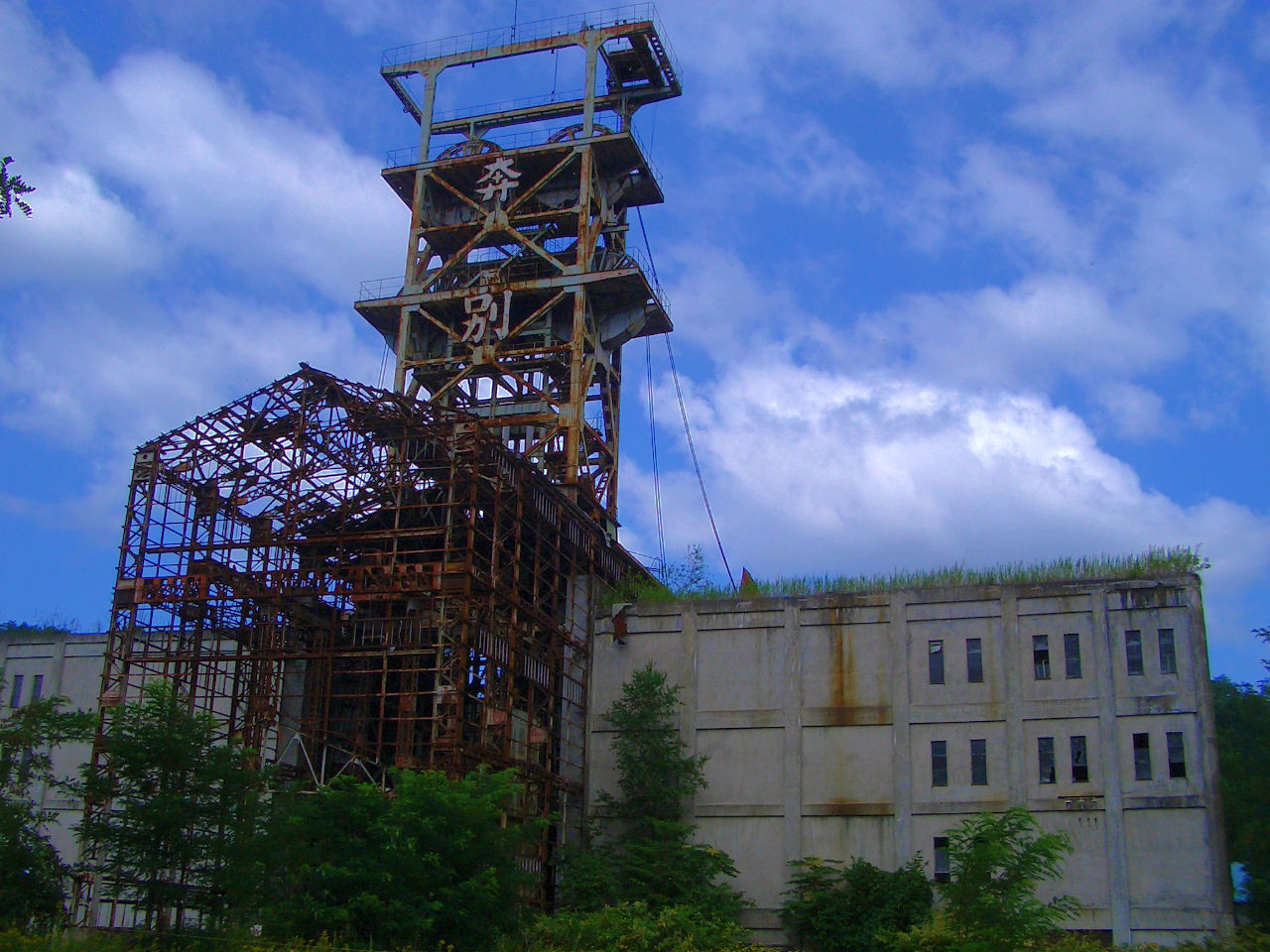
旧住友奔別炭鉱立坑櫓

### 文化財

#### 天然記念物
- エゾミカサリュウ化石 - 三笠市立博物館蔵

#### 三笠市指定
- 典獄官舎レンガエントツ - 市指定有形文化財
- 市指定有形文化財 - 上記ほか8件、三笠市立博物館蔵など
- 市指定有形民俗文化財3件 - 三笠市立博物館蔵
- 合葬の碑（原利八君碑を含む） - 市指定史跡
- 戸長役場・警察署跡 - 市指定史跡
- 達布山 - 市指定史跡
- アンモナイト化石（4点） - 市指定天然記念物、三笠市立博物館蔵
- アンモナイト化石 - 市指定天然記念物、三笠市立博物館蔵

### 名所･旧跡
- 達布山展望台
- 三笠山（観音山）
- 空知集治監レンガ煙突
- ヌッパ水源地
1888年（明治21年）、北海道で最初の上水道をこの水源地から空知集治監に敷いた[24]。
- 三笠市内各地に点在する炭砿史跡群
第1次北海道遺産として登録。

### 観光スポット
- 三笠鉄道村幌内ゾーン
- クロフォード公園（三笠鉄道村三笠ゾーン）旧幌内太駅
- 三笠市立博物館：野外博物館サイクリングロード・森林資料館
- ファミリーランドみかさ遊園
- 富良野芦別道立自然公園桂沢湖
桂沢ダムは、三笠市・美唄市・旧北村・旧栗沢町・岩見沢市の上水道や、桂沢発電所等での発電等のため、北海道ではじめて多目的ダムとして建設された。
- 桂沢国設スキー場
- 桂沢国設キャンプ場
- みかさ梅林邦梅園
- 旧萱野駅
ライダーハウス（宿泊所）等としても活用され、地域の手によって小公園として整備、管理されている。
- 旧唐松駅

#### 温泉
- 湯の元温泉 : 湯の元温泉旅館
- 桂沢温泉 : 泉源のみ（平成22年1月24日桂沢観光ホテル閉館）
- 西桂沢温泉 : 地域健康増進センター
- 三笠温泉 : 花月園
- 三笠天然温泉 : 太古の湯

#### 博物館・資料館
- 三笠鉄道記念館（三笠鉄道村幌内ゾーン）
- 三笠市立博物館
  - アンモナイト化石所蔵量は日本一である。
- ミカサ・モダンアートミュージアム
- 三笠市文化芸術振興促進施設ciel（シエル）

#### 散策
- 三笠運動公園
- 柏町グリーンパーク
- 三笠水辺の楽校
- 北炭幌内炭鉱跡地散策路・幌内神社

## 文化･名物

### 祭事･催事
- 2月 みかさちびっこ雪まつり
- 5月 みかさ梅まつり
- 6月 幾春別川カップ・イン・三笠
- 7月 北海盆唄全国大会
- 8月 三笠ダムフェスタ・みかさ遊園まつり
- 8月 三笠北海盆おどり・花火大会
- 9月 三笠祭り（市来知神社祭典）
- 10月 みかさ桂沢紅葉まつり（紅葉ライン探勝会が名物）

## 出身者等

### 著名な出身者
- 安達悦二郎（元遠軽町長）
- 伊藤辰史（元日本スーパーウエルター級チャンピオン）
- 大和屋巌（画家）
- 川俣正（芸術家、造形作家）
- 加勢清光（公認会計士）
- 倉橋ルイ子（歌手）
- 黒川利雄（医師、医学者）
- 小日向文世（俳優）
- 今野敏（小説家）
- 名和豊春（工学者）
- 西城賢策（三笠市長）
- 西尚美（漫画家）
- 能登和夫（元三笠市長）
- 林竧（商法学者）
- 松野哲（岩見沢市長）
- 三笠山護（元力士）
- 宮川昭義（拓殖大学教授）
- 森山豊（医師）
- もんでんあきこ（漫画家）
- 山田清志（経済学者）
- 吉岡宏高（札幌国際大学教授、夕張市石炭博物館館長）

### ゆかりのある人物
- キートン山田（元声優、元ナレーター。北海道勇払郡穂別町（現・むかわ町）生まれ、三笠市・空知郡北村（現・岩見沢市）出身）
- 千葉ひろみ（元宮城テレビ放送・エフエム北海道アナウンサー。札幌市出身。）